# Tibet Fund
Tibet Fund est une association qui a  été établie  à New York en 1981 pour apporter une assistance humanitaire aux réfugiés tibétains initialement dans des camps en Inde et au Népal. 
Lobsang Nyandak a été directeur du développement du Tibet Fund avant d’être nommé représentant du Dalaï Lama pour les États-Unis le 1er septembre 2008.